# Gary Gordon
Gary Ivan Gordon (30 de agosto de 1960 - 3 de octubre de 1993) fue un militar estadounidense. Recibió la Medalla de Honor a título póstumo. 
Gary Gordon nació en Lincoln, Maine en 1960. Se graduó en la Academia Mattanawcook en 1978. Gordon se unió al Ejército de los Estados Unidos a los 18 años. Ganó las insignias de Infante de Combate, Paracaidista Maestro, la insignia de Ranger y la insignia de Fuerzas Especiales. Se desempeñó el 2 º Batallón del Décimo Grupo de Fuerzas Especiales antes de ser elegido para unirse al Operativo de Fuerzas Especiales-Delta (1SFOD-D), o Fuerza Delta, como francotirador.
En el momento de su muerte, era Sargento Maestro (rango equivalente a Brigada) del Ejército de los Estados Unidos de la unidad de Fuerzas Especiales-Delta (1SFOD-D), o Fuerza Delta. Junto con el sargento Randy Shughart, obtuvo la Medalla de Honor por las acciones realizadas durante la Batalla de Mogadiscio en octubre de 1993.

## Lucha y muerte en Somalia
Gary Gordon fue desplegado en Mogadiscio, Somalia, con otros miembros Delta en el verano de 1993 como parte del Fuerza de Despliegue Ranger. El 3 de octubre de 1993 Gordon era francotirador durante Operación Serpiente Gótica, una iniciativa conjunta de las fuerzas de asalto la misión era detener a los principales asesores del señor de la guerra somalí Mohamed Farrah Aidid. 
Durante el asalto, el Súper Seis Uno, uno de los helicópteros Black Hawk que se empleaban en la inserción y apoyo aéreo de equipos de asalto, fue derribado y se estrelló en la ciudad. Un equipo se envió al lugar del accidente para socorrer al helicóptero. Poco después, el Súper Seis Cuatro también fue derribado. El convoy que se encontraba sobre el terreno no era capaz de ayudar a la tripulación del helicóptero derribado del segundo accidente, ya que se dedican a luchar contra la pesada resistencia de las milicias de Aidid.
Gordon y su compañero de equipo el Sgt. Randy Shughart, que realizaban funciones de artillero en otro Black Hawk comunicaron que querían descender para cubrir a Durant y su copiloto hasta la llegada de la fuerza de rescate, a pesar de haber un gran número de somalíes armados. 
Los comandantes denegaron la solicitud, diciendo que la situación ya era demasiado peligrosa para los dos francotiradores Delta. Sin embargo, concluyeron que no había posibilidad de que la tripulación del segundo Black Hawk pudiera sobrevivir por su cuenta, y reiteró su petición dos veces hasta que finalmente recibió el permiso.
Una vez sobre el terreno, Gordon y Shughart, armados sólo con sus armas personales y armas cortas, tuvieron que luchar por el camino hasta la ubicación del Blackhawk derribado. En ese momento llegaban más somalíes con la intención de capturar o matar a los militares estadounidenses. Cuando llegaron al Súper Seis Cuatro, Gordon y Shughart extrajeron al Oficial Mike Durant y los otros miembros de la tripulación de la aeronave, y establecieron posiciones defensivas alrededor de la zona de impacto. 
A pesar de causar graves bajas a los somalíes, los francotiradores estaban superados en número y capacidad de fuego. Con las municiones casi agotadas, Gordon y Shughart murieron por fuego somalí. Se cree que Gordon fue el primero en ser malherido. Su compañero de equipo Shughart recuperó el CAR-15 rifle de asalto de Gordon y se lo dio a Durant. Poco después, Shughart fue muerto en combate, Durant fue capturado vivo. 
Tras el combate hubo cierta confusión sobre quién murió primero. El informe oficial afirma que fue Shughart, pero Mark Bowden, autor de Black Hawk Down: una historia de la guerra moderna, el libro más vendido sobre los acontecimientos de octubre de 1993, se refiere a la versión del sargento Paul Howe, otro operador de la Fuerza Delta que participó en la batalla. Howe dice que escuchó a Shughart pedir ayuda por radio y que el arma se entregó a Durant no era el M14 utilizado por Shughart. Howe dijo que Shughart jamás había dado su propia arma a otro soldado a utilizar mientras se encontraba aún en condiciones de luchar.

## Medalla de Honor

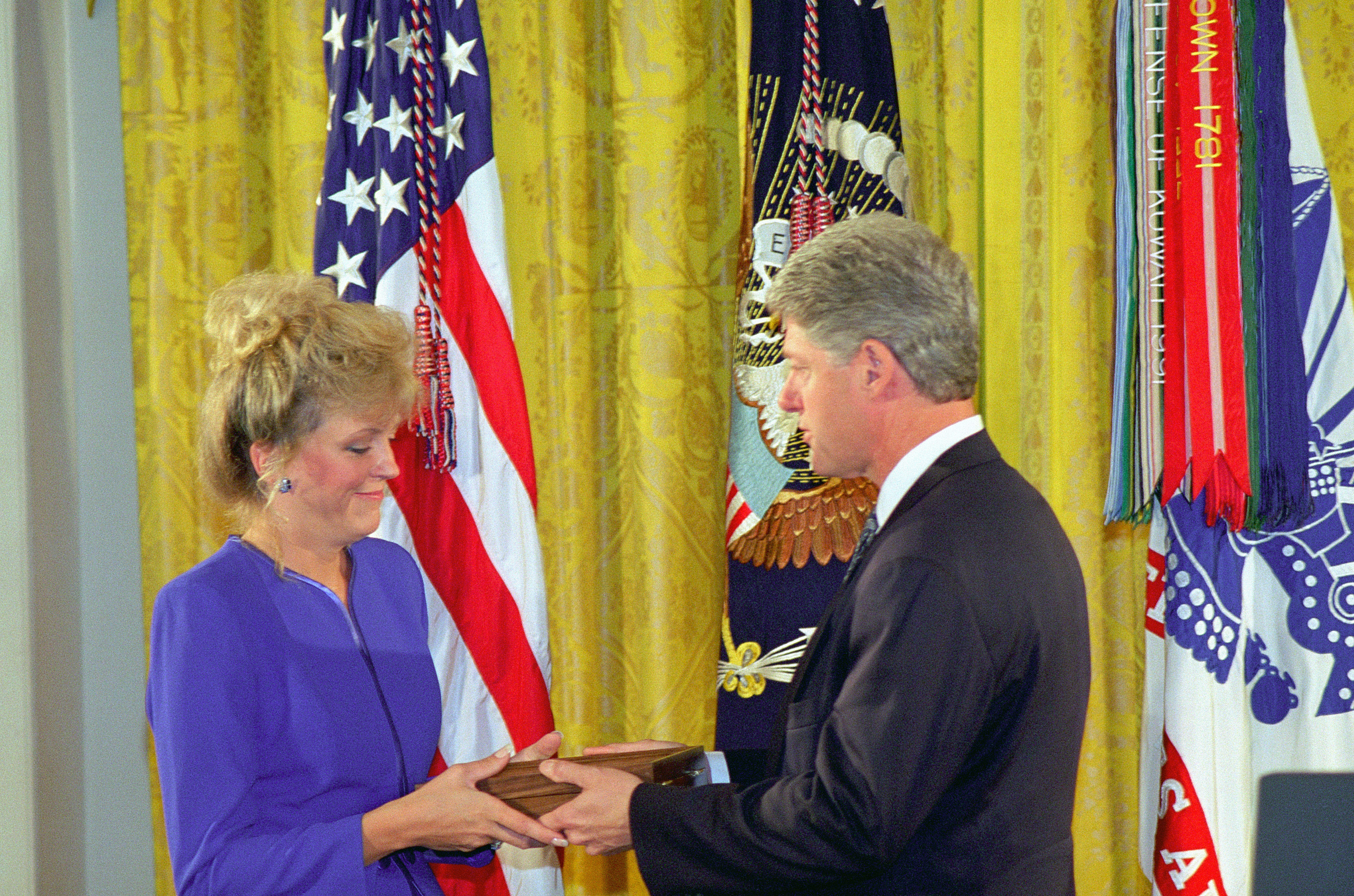
El presidente Bill Clinton entrega la Medalla de Honor a Carmen, la viuda del Sgt. Maestro Gary I. Gordon.

El 23 de mayo de 1994, tanto Gordon y Shughart fueron condecorados con la Medalla de Honor a título póstumo, en reconocimiento a las acciones que realizaron, y los sacrificios que hicieron para ayudar a proteger la vida de Michael Durant y la tripulación del Súper Seis Cuatro. Ellos fueron los únicos soldados que participaron en la Operación Serpiente Gótica y recibieron el reconocimiento de más alto nivel en el rango militar, las primeras Medallas de Honor otorgadas desde la Guerra de Vietnam. 
El Sargento Gordon, del Ejército de los Estados Unidos, se distinguió por acciones más allá del deber, el 3 de octubre de 1993, mientras que actuaba como Jefe de Equipo de Francotiradores, del Ejército de los Estados Unidos con el Comando de Operaciones Especiales y la Fuerza de Despliegue Ranger en Mogadiscio, Somalia. Cuando el Sargento Gordon se enteró de que las fuerzas de tierra no estaban disponibles de inmediato para garantizar la seguridad del segundo accidente, él y otro francotirador sin vacilar se ofrecieron como voluntarios para ser desplegados con el fin de proteger a los cuatro heridos, a pesar de ser muy conscientes del creciente número de personal enemigo en el cierre el sitio. Después de su tercera petición, el Sargento Gordon recibió el permiso para llevar a cabo su misión, Gordon se desplegó cien metros al sur del lugar del accidente. Equipado sólo con su rifle de francotirador y una pistola, Gordon y su compañero Randy Shughart, bajo intenso fuego del enemigo, se abrió camino luchando a través de una densa maraña de chabolas y barracas para llegar a los miembros de la tripulación malheridos. Gordon sacó de inmediato al piloto y los demás miembros de la tripulación de la aeronave, estableció un perímetro que le situó a él y su compañero francotirador en la posición más vulnerable. El Sargento Gordon utilizó su fusil de largo alcance y arma corta para matar a un número indeterminado de atacantes, hasta que agotó su munición. Gordon volvió a los escombros, para recuperar las armas de los tripulantes de la aeronave. A pesar no contar con muchas municiones, que proporcionaron algunos de los pilotos, solicitó por radio ayuda. El Sargento Gordon continuó protegiendo a la tripulación derribada. Después de que su compañero fue fatalmente herido y sus municiones agotadas, Gordon regresó a los restos de la aeronave, recuperó un fusil con sus últimos cinco cartuchos y se lo dio al piloto con las palabras, "buena suerte". Luego, armado únicamente con su pistola, el Sargento Gordon continuó luchando hasta que fue herido fatalmente. Su actuación salvó la vida del piloto. El Sargento Gary Gordon por su extraordinario heroísmo y devoción al deber estuvo en consonancia con los más altos estándares de servicio militar y el gran mérito de reflejar en él, su unidad y el Ejército de los Estados Unidos.